# Raquel Jorge Ricart
Raquel Jorge Ricart (Valencia) es una socióloga y politóloga española especializada en prospectiva y política tecnológica y digital e investigadora en el think tank Real Instituto Elcano. Ha sido nombrada joven lideresa emergente de Europa, ha sido incluida en la lista "35 Under 35" de líderes emergentes de Europa y es miembro del Younger Generation Leaders Network del European Leadership Network (ELN). Entre otros reconocimientos, Jorge Ricart ha recibido la Beca Fulbright concedida por el Departamento de Estado de los Estados Unidos. 

## Trayectoria
Raquel Jorge Ricart estudió Sociología y Políticas. Está licenciada en ambas, Ciencias Políticas y Sociología, por la Universidad de Valencia, con estudios en Universidad de París X Nanterre (Francia). Realizó un máster en Relaciones Internacionales y Estudios Africanos por la Universidad Autónoma de Madrid. Como becaria del prestigioso Programa Fulbright en Estados Unidos, estudió el máster en Estudios de Políticas de Seguridad, en la Elliott School of International Affairs (GWU) de Washington D. C., donde se especializó en políticas públicas tecnológicas emergentes y disruptivas y políticas digitales, y sus implicaciones en la gestión de riesgos futuros.
Jorge Ricart ha trabajado en el proceso de planificación y elaboración de la Estrategia Nacional de Tecnología y Orden Global sobre diplomacia tecnológica en la Secretaría de Estado de la España Global en el Ministerio de Asuntos Exteriores, Unión Europea y Cooperación del Gobierno de España mediante una asistencia técnica. También ha trabajado en proyectos de formulación de políticas en el Berkman Klein Center for Internet & Society de la Universidad de Harvard y en el Instituto de Política Científica y Tecnológica de GWU sobre temas de gobernanza de datos, inteligencia artificial, ciberseguridad, computación cuántica y 5G y su intersección con políticas públicas, escenarios futuros, Unión Europea, política exterior, ciudades, comercio e industria, y los derechos fundamentales. 
Ha trabajado a nivel internacional en Francia, Reino Unido y Estados Unidos, así como con gobiernos de varios países. Fue elegida entre las 35 líderes emergentes menores de 35 años de Europa. Especializada en prospectiva y el análisis de tendencias con enfoque en tecnologías emergentes y disruptivas y política digital, y diplomacia, ha realizado investigaciones sobre políticas estratégicas y tecnologías emergentes, temas sobre los que escribe y publica en diferentes medios artículos de investigación y divulgación. Como analista realiza trabajos con técnicas de prospectiva sobre la gobernanza de Internet y la gestión pública. Ha publicado en medios como esglobal.es, Agenda Pública, entre otros. Ha sido invitada a paneles organizados por el Ministerio de Asuntos Exteriores, Unión Europea y Cooperación, Internet Governance Forum, y otros. 
Jorge Ricart ha realizado proyectos tanto para el sector público como el privado sobre estrategia y gobierno, regulaciones y evaluaciones de impacto.

## Publicaciones seleccionadas
- 2021 Riesgos globales y escenarios futuros: bajando al terreno.[7]
- 2019 Inteligencia Artificial y ciudades: dilemas sobre la seguridad urbana.[8]

- 2020 The EU’s approach to 5G and the reshaping of transatlantic relations.[9]
- 2020 Transiciones digitales sostenibles: instrumentos en el largo plazo.
- 2020 Digital rights: a necessary, yet not sufficient framework.[10]

## Reconocimientos
- Younger Generation Leaders Network, European Leadership Network.[1]
- "35Under35", Lista de Líderes Emergentes en Europa.[2]
- 2019 a 2021 Programa Fulbright en Elliott School of International Affairs, Universidad George Washington.